# Вирштањ
Вирштањ (словен. Virštanj) је насељено место у општини Подчетртек, Савињска регија, Словенија.

## Историја
До територијалне реорганизације у Словенији био је у саставу старе општине Шмарје при Јелшах.

## Становништво
У попису становништва из 2011. године, Вирштањ је имао 204 становника.
| Број становника према пописима | Број становника према пописима | Број становника према пописима |
| ------------------------------ | ------------------------------ | ------------------------------ |
| 1991                           | 2002                           | 2011                           |
| 176                            | 188                            | 204                            |

Напомена: Године 1995. повећан за део насеља Слаке.